# Тресвятский, Сергей Николаевич
Серге́й Никола́евич Тресвя́тский (6 мая 1954, Нижнеудинск, Иркутская область — 27 мая 2025, Жуковский, Московская область) — советский и российский лётчик-испытатель, заслуженный лётчик-испытатель Российской Федерации, космонавт-испытатель в составе отряда, сформированного в Лётно-исследовательском институте для работ по программе «Буран».

## Биография
Родился в семье педагогов, русский. В 1971 году окончил среднюю школу посёлка Новоспасское Ульяновской области.
Служил в советской армии с 1971 года. В 1975 году окончил Качинское высшее военное авиационное училище лётчиков. Служил в Группе советских войск в Германии лётчиком, старшим лётчиком, командиром звена. С 1981 года — в запасе.
В 1983 году окончил Школу лётчиков-испытателей Лётно-исследовательского института МАП. С 1983 года работал в институте лётчиком-испытателем. Проводил испытания аэродинамики и прочности самолётов МиГ-21, МиГ-23 и Як-38, испытания силовых установок Су-24, надёжности и боевых возможностей Су-25, систем управления Су-27. Первым осуществил взлёт МиГ-21 и МиГ-29 с мобильного трамплина.
В сентябре 1983 года вместе с Ю. П. Шеффером был отобран для работ по программе 11Ф35 («Буран»). С сентября 1985 года проходил подготовку в центре подготовки космонавтов. Провёл комплекс работ по предполётной подготовке «Бурана», вместе с А. В. Щукиным участвовал в испытаниях системы управления «Бурана» на ЛЛ Ту-154.

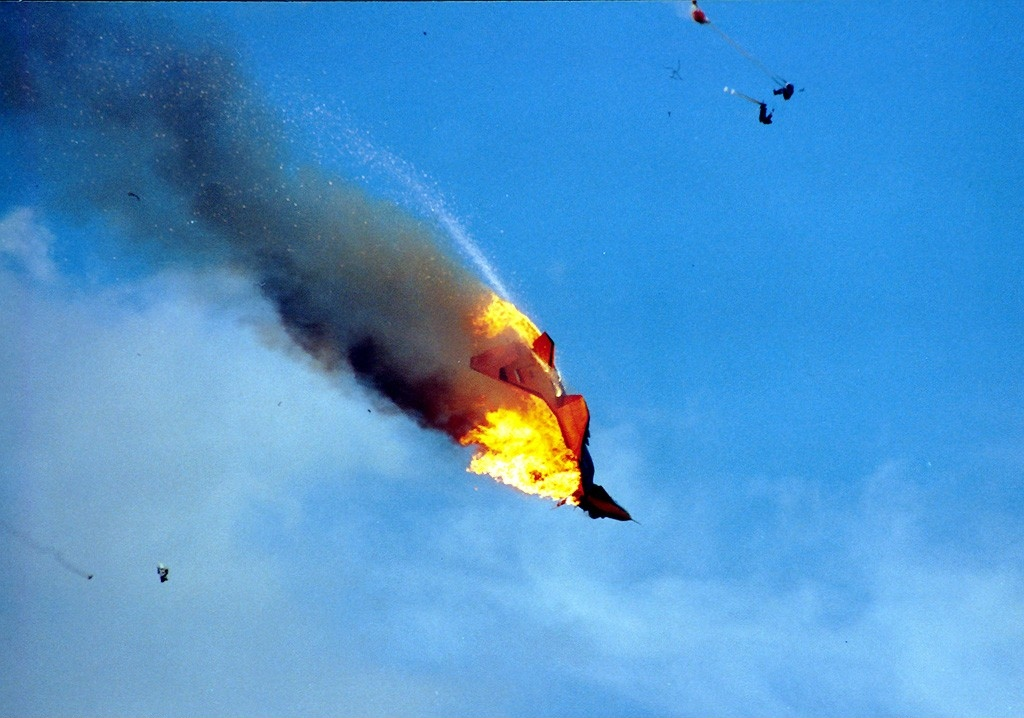
Падение МиГ-29 на авиашоу в Фэрфорде, 1993. Оба лётчика катапультировались.

С начала 1990-х годов входил в пилотажную группу, демонстрировавшую образцы российской военной авиационной техники на зарубежных авиасалонах.
Столкновение двух Миг-29 на авиашоу в Британии
24 июля 1993 года на авиашоу Royal International Air Tattoo на авиабазе Фэйфорд два МиГ-29, выполняя двойную петлю, не рассчитав точку сближения в нижней её части, столкнулись в воздухе на малой высоте. Один самолет сразу разрушился и загорелся, самолёт Тресвятского некоторое время продолжал полет, но быстро перешел в падение. Пилоты обоих Миг-29 — Сергей Тресвятский и Александр Бесчастнов катапультировались, выжили и были выписаны из больницы уже через два дня..
Впоследствии Сергей был заместителем начальника ЛИИ по аэропортовой деятельности.
В 2004–2007 годах работал генеральным директором ОАО «Самарский научно-технический комплекс имени Н. Д. Кузнецова».
Был женат, двое детей. Умер 27 мая 2025 года в возрасте 71 года.

## Творчество
Записал музыкальные альбомы с песнями авиационной тематики, в том числе:
- 1999 — «Короткий взлёт», был представлен на Международном аэрокосмическом салоне (МАКС-1999)
- 2011 — «Хранители» (из двух дисков: «Аэродром ЛИИ» и «Хранители»), был представлен на МАКС-2011.

## Награды и звания
- Заслуженный лётчик-испытатель РФ (1999).
- Почётный член Международного общества лётчиков-испытателей[англ.][2][9].
- Награждён медалями[2].